# Comuna de Dąbrowa Chełmińska
Dąbrowa Chełmińska (polaco: Gmina Dąbrowa Chełmińska) é uma gminy (comuna) na Polónia, na voivodia de Cujávia-Pomerânia e no condado de Bydgoski. A sede do condado é a cidade de Dąbrowa Chełmińska.
De acordo com os censos de 2004, a comuna tem 7058 habitantes, com uma densidade 56,6 hab/km².

## Área
Estende-se por uma área de 124,62 km², incluindo:
- área agricola: 42%
- área florestal: 47%

## Demografia
Dados de 30 de Junho 2004:
|                      | Total   | Total | Mulheres | Mulheres | Homens  | Homens |
| -------------------- | ------- | ----- | -------- | -------- | ------- | ------ |
|                      | pessoas | %     | pessoas  | %        | pessoas | %      |
| População            | 7058    | 100   | 3545     | 50,2     | 3513    | 49,8   |
| Densidade (pop./km²) | 56,6    | 100   | 28,4     | 28,4     | 28,2    | 28,2   |

De acordo com dados de 2002, o rendimento médio per capita ascendia a 1539,76 zł.

## Subdivisões
- Bolumin, Borki, Czarże, Czemlewo, Dąbrowa Chełmińska, Gzin, Janowo, Mozgowina, Nowy Dwór, Ostromecko, Otowice, Rafa, Strzyżawa, Wałdowo Królewskie.

## Comunas vizinhas
- Bydgoszcz, Dobrcz, Unisław, Zławieś Wielka